# Синагога у Копривници
Синагога у Копривници једна  је од тридесетак преосталих синагога, али са промењеном наменом у Републици Хрватској. Сазидана је 1875. године у тадашњој држави Краљевина Хрватска и Славонија (мађ. Horvát-Szlavónia Királyság, нем. Königreich Kroatien und Slawonien) која је била номинално аутономна краљевина унутар Краљевине Угарске у саставу Аустроугарске монархије. Тада је синагога  припадала Земљама круне Светог Стефана, односно мађарском делу Монархије, у којем је поглавар дома Хабсбурговаца владао као краљ.

## Историја
Јеврејска заједница у Копривници има дугу традицију. Синагога је саграђена 1875. године.
Зграда синагоге је очувана до данас, али значајно је девастирана због бројних преградњи и промена функција. У њој су током двадесетог века били смештени затвор, касније фабрика текстила и складиште.
Jака јеврејска заједница у Подравини готово је нестала током Другог светског рата. Иако малoбројна јеврејска заједница у Копривници постоји и данас.
Синагога је одлуком владе Хрватске 2020. проглашена за културно добро.

## Изглед
Нова богомоља изграђена је у комбинацији неоренесансног и неокласичног стила. Припада трипартитном типу синагога са истакнутим средишњим делом. Средишње поље прочеља лучно је засвођено и украшено приказом Мојсијевог законика. Прочеље је изведено од фуговане опеке, док је архитектонска пластика обликована у рустичном стилу.
Главно прочеље синагоге, уз средњи портал, има и засебне бочне улазе за жене. Изнад средишње бифоре налазио се калиграфски натпис из Торе, док је врх атике украшавао лухот. Прочеље је визуелно подељено двоструким паром стубова који симболизују Јахина и Боаза.
У унутрашњости синагоге доминира арон хакодеш који је обликован као неороманични куполасти циборијум.
У унутрашњости се налази само једна галерија за жене коју носе витки гвоздени стубови, док су на спрату постављени дрвени стубови већег пресека.

## Адаптација
Прва адаптација копривничке синагоге изведена је 1937. године од стране архитекта Славка Лоја. Притом је уклоњена пластика с прочеља и прочишћена је унутрашњост.
Друга адаптација синагоге извршена је 2020. године када је синагога преименована у Културни центар.